# Parc national de Boonoo Boonoo
Le parc national de Boonoo Boonoo est un parc national situé à environ 571 km au nord de Sydney en Nouvelle-Galles du Sud en Australie et 26 km au nord-est de Tenterfield.
La Boonoo Boonoo River traverse le parc et présente une cascade de 210 mètres de haut et une gorge boisée d'une forêt tropicale. La randonnée, la natation et le camping sont parmi les attractions de la région.